# Silt (Colorado)
Silt és una població dels Estats Units a l'estat de Colorado. Segons el cens del 2008 tenia 2.667 habitants.

## Demografia
Segons el cens del 2000, Silt tenia 1.740 habitants, 648 habitatges, i 452 famílies. La densitat de població era de 238,2 habitants per km².
Dels 648 habitatges en un 41% hi vivien nens de menys de 18 anys, en un 58,3% hi vivien parelles casades, en un 7,1% dones solteres, i en un 30,2% no eren unitats familiars. En el 23,9% dels habitatges hi vivien persones soles el 5,9% de les quals corresponia a persones de 65 anys o més que vivien soles. El nombre mitjà de persones vivint en cada habitatge era de 2,69 i el nombre mitjà de persones que vivien en cada família era de 3,21.
Per edats la població es repartia de la següent manera: un 30,5% tenia menys de 18 anys, un 7,8% entre 18 i 24, un 37,6% entre 25 i 44, un 18,2% de 45 a 60 i un 5,9% 65 anys o més.
L'edat mediana era de 31 anys. Per cada 100 dones de 18 o més anys hi havia 104,4 homes.
La renda mediana per habitatge era de 44.632 $ i la renda mediana per família de 51.736 $. Els homes tenien una renda mediana de 37.566 $ mentre que les dones 25.417 $. La renda per capita de la població era de 17.723 $. Entorn del 5% de les famílies i el 7,8% de la població estaven per davall del llindar de pobresa.

## Poblacions més properes
El següent diagrama mostra les poblacions més properes.